# Championnat de Cisjordanie de football
Le Championnat de Palestine de football (West Bank Premier League) est l'un des deux championnats de première division placés sous l'égide de la fédération de Palestine de football.

## Palmarès

### Palmarès détaillé
| Saison    | Champion                    | Vice-champion           |
| --------- | --------------------------- | ----------------------- |
| 1936-1937 | Islamic SC                  | Arabi SC                |
| 1937-1938 | Al-Rawda                    | Al-Qawmi                |
| 1938-1939 | Arabi SC                    | Al-Qawmi                |
| 1944-1945 | Islamic SC (2)              | Orthodox CJ             |
| 1945-1946 | Shabab Al-Arab              | Islamic SC              |
| 1946-1947 | Shabab Al-Arab (2)          | Islamic SC              |
| 1976-1977 | Silwan                      | Shabab Al-Khalil        |
| 1978-1979 | Shabab Al-Khalil            |                         |
| 1979-1980 | Markaz Tulkarm              |                         |
| 1981-1982 | Shabab Al-Khalil (2)        |                         |
| 1982-1983 | Al-Ahli Gaza                |                         |
| 1983-1984 | Markaz Tulkarm (2)          |                         |
| 1984-1985 | Khadamat Al-Shatea          |                         |
| 1985-1986 | Shabab Al-Khalil (3)        |                         |
| 1986-1987 | Khadamat Al-Shatea (2)      |                         |
| 1995-1996 | Khadamat Rafah              |                         |
| 1996-1997 | Shabab Al-Aamari            |                         |
| 1997-1998 | Khadamat Rafah              |                         |
| 1998-1999 | Shabab Al-Khalil (4)        |                         |
| 1999-2000 | Taraji Wadi Al-Nes          |                         |
| 2001-2002 | Al Aqsa                     |                         |
| 2006-2007 | Taraji Wadi Al-Nes (2)      |                         |
| 2008-2009 | Taraji Wadi Al-Nes (3)      | Markaz Shabab Al-Am'ari |
| 2009-2010 | Jabal Mukabar               | Hilal Al-Quds           |
| 2010-2011 | Markaz Shabab Al-Aamari (2) | Hilal Al-Quds           |
| 2011-2012 | CH Al-Quds                  | Shabab Al-Khalil        |
| 2012-2013 | Shabab Al-Dhahiriya         | Hilal Al-Quds           |
| 2013-2014 | Taraji Wadi Al-Nes (4)      | Shabab Al-Dhahiriya     |
| 2014-2015 | Shabab Al-Dhahiriya (2)     | Markaz Balata           |
| 2015-2016 | Shabab Al-Khalil (4)        | Shabab Al-Khadr         |
| 2016-2017 | CH Al-Quds (2)              | Thaqafi Tulkarm         |
| 2017-2018 | CH Al-Quds (3)              | Ahli Al-Khalil          |
| 2018-2019 | CH Al-Quds (4)              | Shabab Al-Khalil        |
| 2019-2020 | Markaz Balata               |                         |
| 2020-2021 | Shabab Al-Khalil (5)        |                         |
| 2021-2022 | Shabab Al-Khalil (6)        |                         |
| 2022-2023 | Jabal Mukabar (2)           |                         |